# Warburgiella subpycnophylla
Warburgiella subpycnophylla là một loài Rêu trong họ Sematophyllaceae. Loài này được (Müll. Hal.) M. Fleisch. miêu tả khoa học đầu tiên năm 1923.